# Scooby-Doo! and the Spooky Swamp
Scooby-Doo! and the Spooky Swamp är ett actionspel från 2010 utvecklat av Torus Games och publicerat av Warner Bros. Interactive Entertainment.